# Poa hartzii
Poa hartzii — багаторічна трав'яниста рослина родини тонконогові (Poaceae), поширена у північних областях північної півкулі.

## Опис
Трава, що утворює тісні грудки. Стебла підняті, довжиною 15–25 см. Бокові гілки відсутні. Листя в основному базальне. Лігули 2–5 мм. Листові пластини підняті або висхідні, скручені, довжиною 2–7 см, шириною 1 мм, жорсткі, вершина різко гостра. Суцвіття — волоть. Волоть лінійна, 3–5 см довжиною. Колосочки одиничні, родючі — з квітконіжками. Родючі колоски містять 3-5 родючих квіточок зі зменшеними квітками на вершині. Колоски яйцюваті; з боків стиснуті, довжиною 5–6 мм; розпадаються при зрілості. Колоскові луски стійкі, подібні, коротші, ніж колосок. Нижня колоскова луска еліптична, довжиною 3 мм; 0.9 довжини верхньої колоскової луски, значно тонша на краях, 1-кілева, 3-жильна, верхівка гостра. Верхня колоскова луска довжиною 3.5 мм, краї напівпрозорі. Родюча лема яйцеподібна; довгаста в профілі, довжиною 4-5 мм, значно тонша на краях, кілева, 5-жильна, вершина гостра. Палея (верхня квіткова луска) довжини леми. Пиляків 3.

## Поширення
Північна Америка: Ґренландія, пн. Канада, Аляска (США); Азія: Далекий Схід (Росія); Європа: Свальбард (Норвегія).